# Stanica (chorągiew)
Stanica – u dawnych Słowian chorągiew bojowa z wyobrażeniem bóstwa, przechowywana w kącinie a wynoszona z niej podczas wypraw wojennych.
Wciąż w języku kaszubskim wyraz stanica oznacza sztandar lub chorągiew.